# بولين موراي
بولين موراي (بالإنجليزية: Pauline Murray)‏ هي ممثلة بريطانية (وحملت سابقاً جنسية المملكة المتحدة لبريطانيا العظمى وأيرلندا)، ولدت في 30 أغسطس 1922، وتوفيت في 31 ديسمبر 1994.

## وصلات خارجية
- بولين موراي على موقع IMDb (الإنجليزية)
- بولين موراي على موقع قاعدة بيانات الفيلم (الإنجليزية)